# Estudios de medios
La Ciencia de la Información o Estudios de medios surge como resultado de las crecientes necesidades de información que se originan tras el final de la Segunda Guerra Mundial y el comienzo de la llamada Guerra Fría. Se estudia el origen y evolución de la información, así como la influencia de la llamada vertiente soviética de esta disciplina, en su estado actual de desarrollo. 

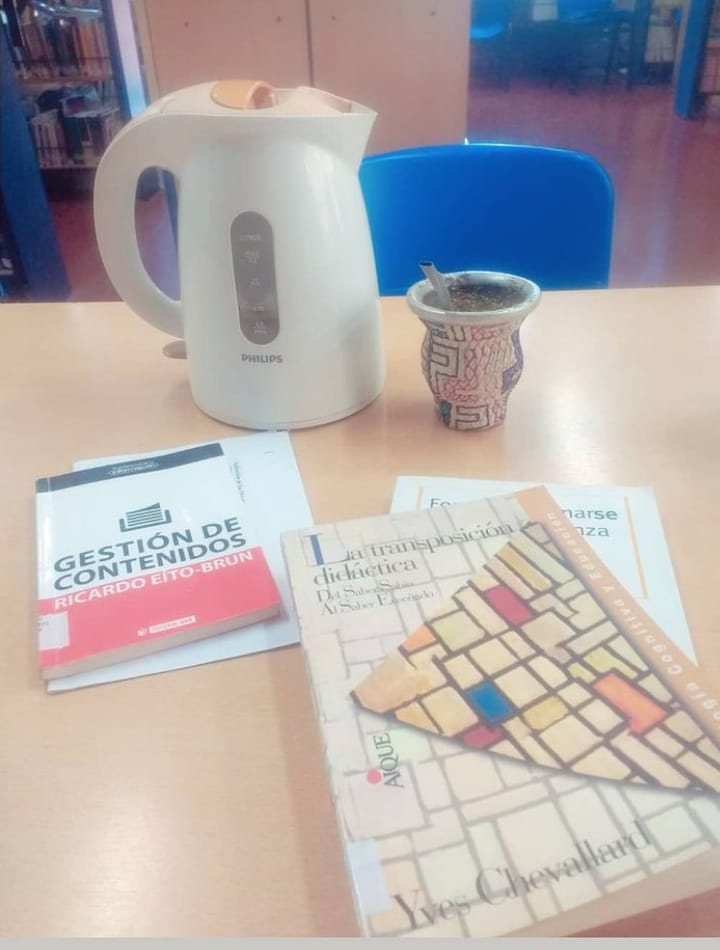
La gestión de contenidos desde la Ciencia de la Información, una postal que demuestra el trabajo de hormiga en la Biblioteca.

## Características
La Ciencia de la Información se conoce con diversas denominaciones, según su etapa de desarrollo. Términos como Documentación, Documentalística e Información científica, se han empleado para definir, en esencia, a un mismo fenómeno que, como resultado del continuo desarrollo humano y tecnológico, ha experimentado diferentes fases en su evolución.
Todas ellas se refieren a una ciencia que surgió como respuesta a la necesidad social creciente de desarrollar métodos y medios eficaces para recopilar, conservar, buscar y divulgar la información, debido a la diversificación de las ramas científicas, así como la mezcla y surgimiento de nuevas áreas de investigación, que hicieron más complejo su proceso de organización y suministro.
El siglo XX vino acompañado de grandes descubrimientos científicos y transformaciones tecnológicas, que ampliaron notablemente el conocimiento del hombre acerca del mundo que le rodeaba y que, a su vez, condujeron a cambios en la forma de interactuar con él.
El acceso a información científica y tecnológica relevante, actualizada, constituía una necesidad. Poco a poco, se ocurrieron cambios en los soportes de la información y se aplicaron las nuevas tecnologías para la organización, almacenamiento y recuperación de la información. Surgió, así, una nueva ciencia y un nuevo profesional, que aun cuando compartían algunas de las labores comunes a la actividad bibliotecaria, tenían ante sí exigencias más complejas que requerían de una especialización.

## Origen

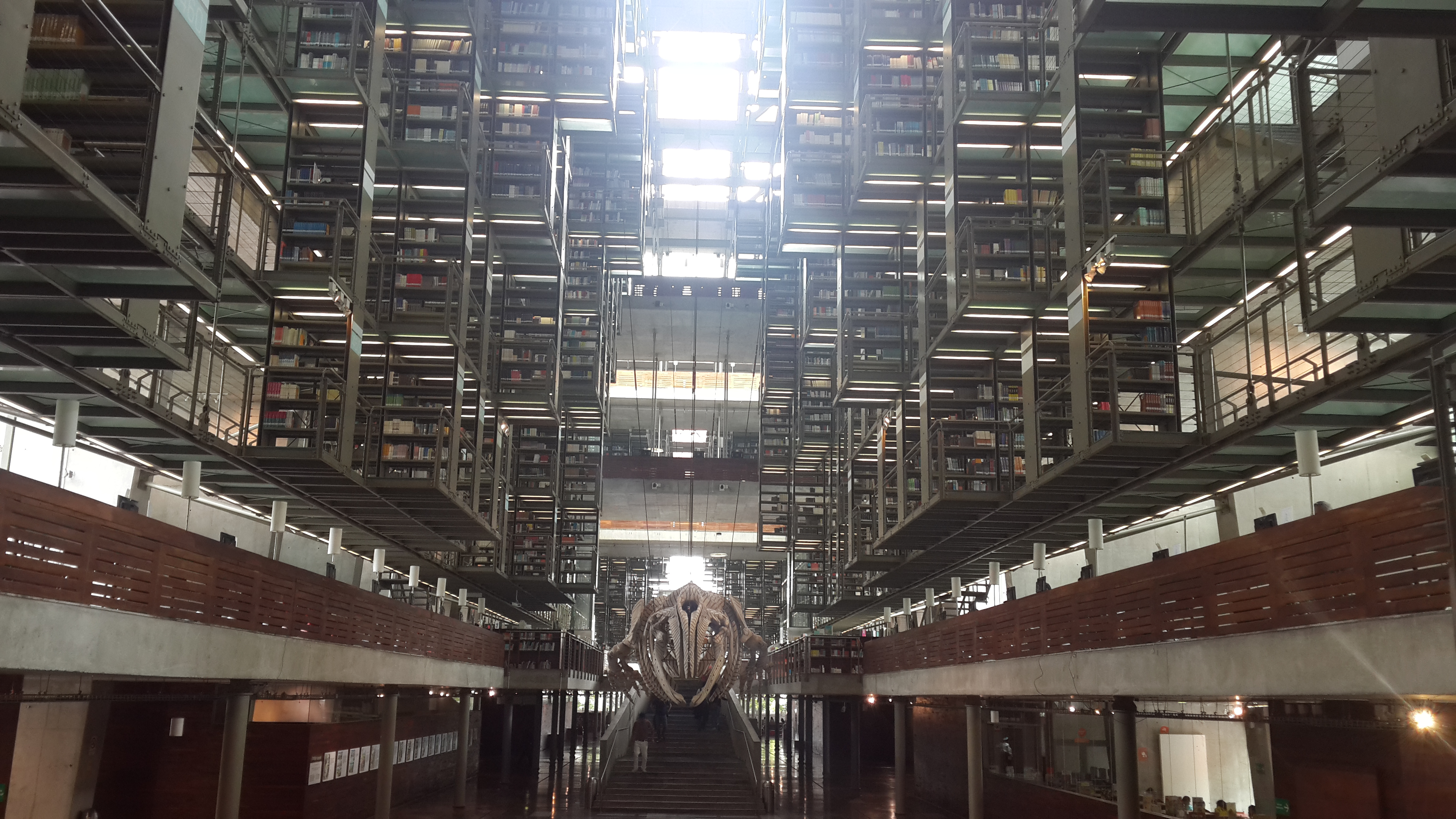

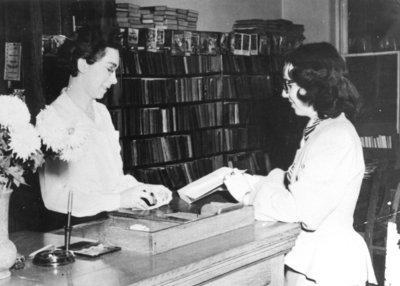
Librarian, Marie Bracey, 1952

Cuando en 1934, el belga Paul Otlet, publicó su obra titulada Tratado de la Documentación, enunció las bases de lo que posteriormente se constituiría en una ciencia integradora.
El término documentación designaba la actividad específica de recolectar, conservar, buscar y diseminar documentos.
La documentación presentaba particularidades específicas que la diferenciaban de la Bibliotecología y la Bibliografía. Entre sus rasgos más importantes, se hallaban la capacidad de reflejar con rapidez las nuevas informaciones y agrupar las que estaban dispersas, facilitar el acceso a ellas y posibilitar su uso eficaz mediante el empleo de índices, la oferta de resúmenes con valor agregado y el empleo de las nuevas tecnologías en la búsqueda de nuevas bases del conocimiento, la organización y el almacenamiento de la información.
La mención de Paul Otlet, por tanto, es insoslayable al hacer referencia a la historia de la Ciencia de la Información. Otlet fue la figura central en el desarrollo de la Documentación. Durante años, trabajó, desde el punto de vista técnico, teórico y organizacional, en aquellos aspectos concernientes a uno de los problemas fundamentales de la sociedad, tanto en aquella como en esta época: facilitar, a quienes lo necesitan, el acceso al conocimiento registrado.
La década del treinta vino acompañada por la irrupción de un nuevo soporte: el uso de las microcopias para almacenar información, sería el primer gran salto cualitativo que se introdujo en el manejo y uso de los documentos. La aplicación de esta tecnología al campo de la información hizo más eficaz el proceso de almacenamiento y recuperación de la información.
Nuevas teorías, conceptos y tecnologías vinculados al uso y recuperación de la información surgirían: el empleo de los Microfilms generó una nueva dimensión para la recuperación de la información; se crearon las máquinas selectoras que permitían el análisis documental con tarjetas perforadas sobre Equipos IBM;2 en 1935, el inglés Charles Babbage diseñó la primera computadora digital, conocida como «máquina analítica» y aunque preparó todos los planos para su fabricación, nunca la pudo construir porque en esa época no existían las piezas que él necesitaba; Claude Elwood Shannon publicó su tesis de maestría A Symbolic Analisys of Relay and Switching Circuits donde apareció, por vez primera, la definición de dígito binario y en Alemania, Konrad Zuse desarrolló el modelo experimental de una computadora binaria.

## Desarrollo
Borko, en su artículo Ciencia de la Información: ¿qué es?, publicado en la revista American Documentation en febrero de 1968, reunió las ideas de Taylor y las reelaboró en una amplia visión acerca de la naturaleza de esta ciencia y su actividad práctica. Para él, Ciencia de la Información es:

La disciplina que investiga las propiedades y el comportamiento de la información, las fuerzas que rigen su flujo y los métodos para procesarla, a fin de obtener accesibilidad y utilización óptimas. Está interesada en un conjunto de conocimientos relacionados con el origen, colección, organización, almacenamiento, recuperación, interpretación, transmisión, transformación y utilización de la información. Incluye la investigación de las representaciones de información en los sistemas naturales y artificiales, la utilización de códigos para la transmisión eficiente del mensaje el estudio de instrumentos y técnicas de procesamiento de la información, tales como computadoras y sistemas de programación. Es una ciencia interdisciplinaria [...] relacionada con la matemática, la lógica, la lingüística, la psicología, la biblioteconomía, la administración... Tiene componentes de una ciencia pura, que investiga el asunto y su relación con sus aplicaciones, y componentes de una ciencia aplicada, que crea servicios y productos.

Al estudiar los efectos de la ciencia en la sociedad, no se trata solamente de los efectos en la sociedad actual, sino también de los efectos sobre la sociedad futura. En las sociedades tradicionales estaban bien definidas las funciones del individuo, había una armonía entre la naturaleza, la sociedad y el hombre. Ahora bien, la ciencia trajo consigo la desaparición de este marco tradicional, la ruptura del equilibrio entre el hombre y la sociedad y una profunda modificación del ambiente. Aunque no debemos culpar directamente a la ciencia.
Los progresos de la ciencia han sido muy rápidos en los países desarrollados; en cambio, en los países subdesarrollados su adquisición es tan lenta que cada día la diferencia entre dos tipos de países se hace más grande. Dicho retraso contribuye a mantener e incluso a agravar la situación de dependencia de los países subdesarrollados con respecto a los desarrollados.
Como la ciencia ha pasado a formar parte de las fuerzas productivas en mucho mayor medida que nunca, se considera ya que hoy se trata de un agente estratégico del cambio en los planes de desarrollo económico y social.
La ciencia ha llegado al punto de influir sobre la mentalidad de la humanidad. La sociedad de hoy no esta cautiva en las condiciones pasados o en las presentes, sino que se orienta hacia el futuro. La ciencia no es simplemente uno de los varios elementos que componen las fuerzas productivas, sino que ha pasado a ser un factor clave para el desarrollo social, que cala cada vez más a fondo en los diversos sectores de la vida.
La ciencia trata de establecer verdades universales, un conocimiento común sobre el que exista un consenso y que se base en ideas e información cuya validez sea independiente de los individuos. Hay algo que pienso que es de gran importancia resaltar y es que el papel de la ciencia en la sociedad es inseparable del papel de la tecnología.
Las Tecnologías de la información y las comunicaciones (TIC) agrupan los elementos y las técnicas usadas en el tratamiento y la transmisión de la información, principalmente la informática, Internet y las telecomunicaciones.
El uso de las tecnologías de la información y la comunicación ayudaría a disminuir la brecha digital aumentando el conglomerado de usuarios que las utilicen como medio tecnológico para el desarrollo de sus actividades.

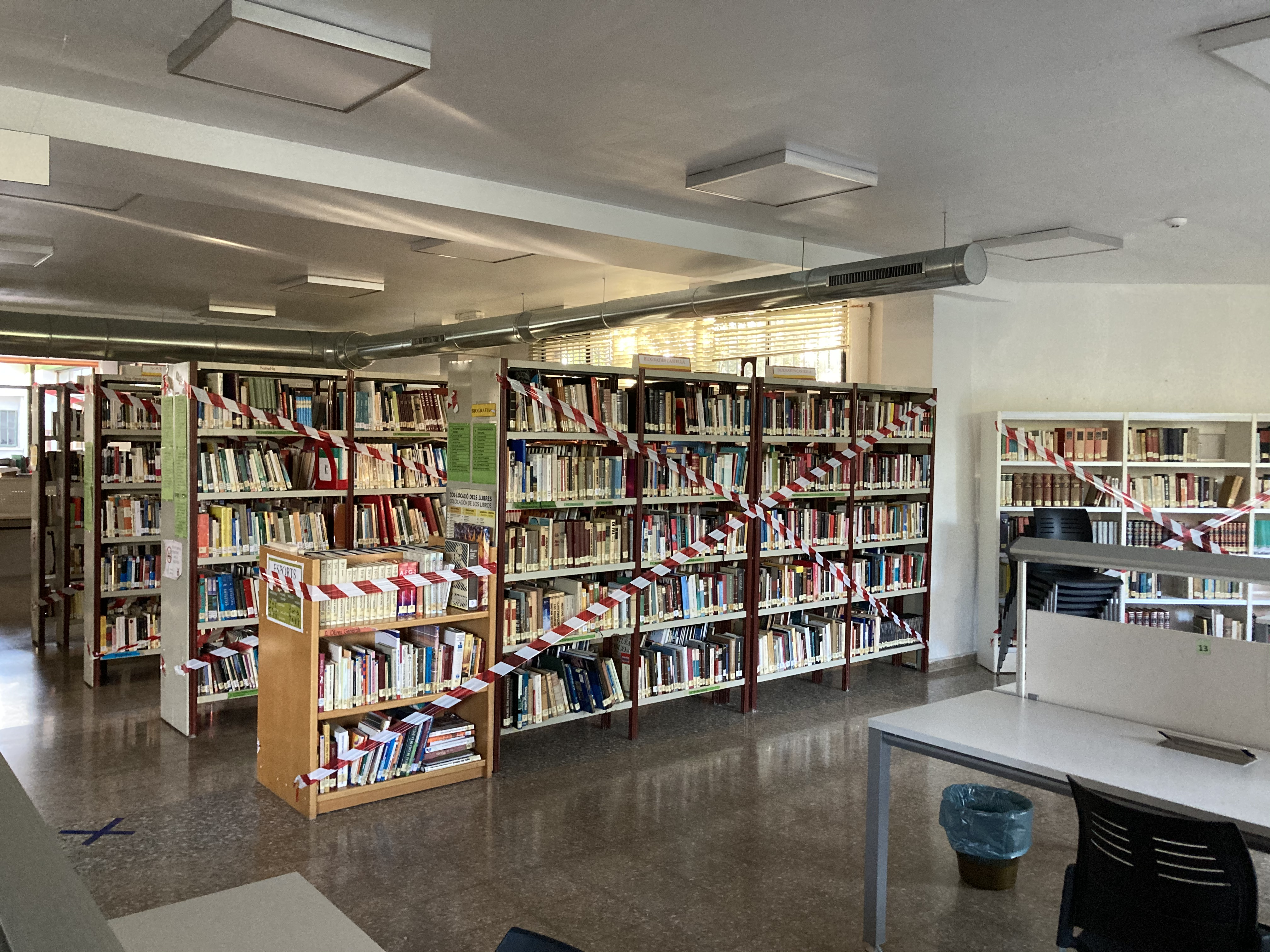

## La ciencia de información a nivel mundial

### Alemania
En Alemania se pueden identificar dos ramas principales de estudios mediático o estudios multimedia.

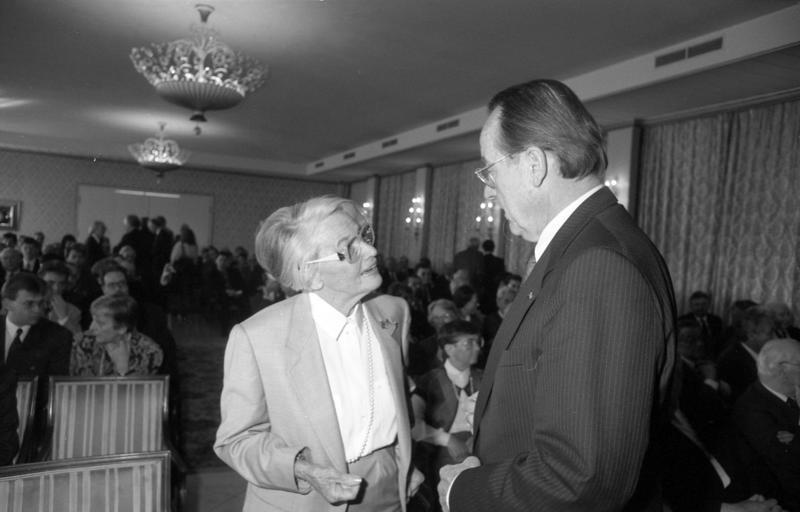
Elisabeth Noelle-Neumann

La primera gran rama de los Media Theories la encontramos en las humanidades y los estudios culturales, como los estudios de teatro (Theaterwissenschaft) y la lengua alemana y los estudios literarios. Esta rama se ha ampliado considerablemente desde la década de los 90, y es en estas bases iniciales que los estudios multimedia en Alemania básicamente se han desarrollado y establecido a sí mismos.
Una de las primeras publicaciones en esta nueva dirección es el volumen editado por Helmut Kreuzer, Literature Studies-Media Studies (Literaturwissenschaft–Medienwissenschaft), que resume las presentaciones dadas en Düsseldorfer Germanistentag en 1976.

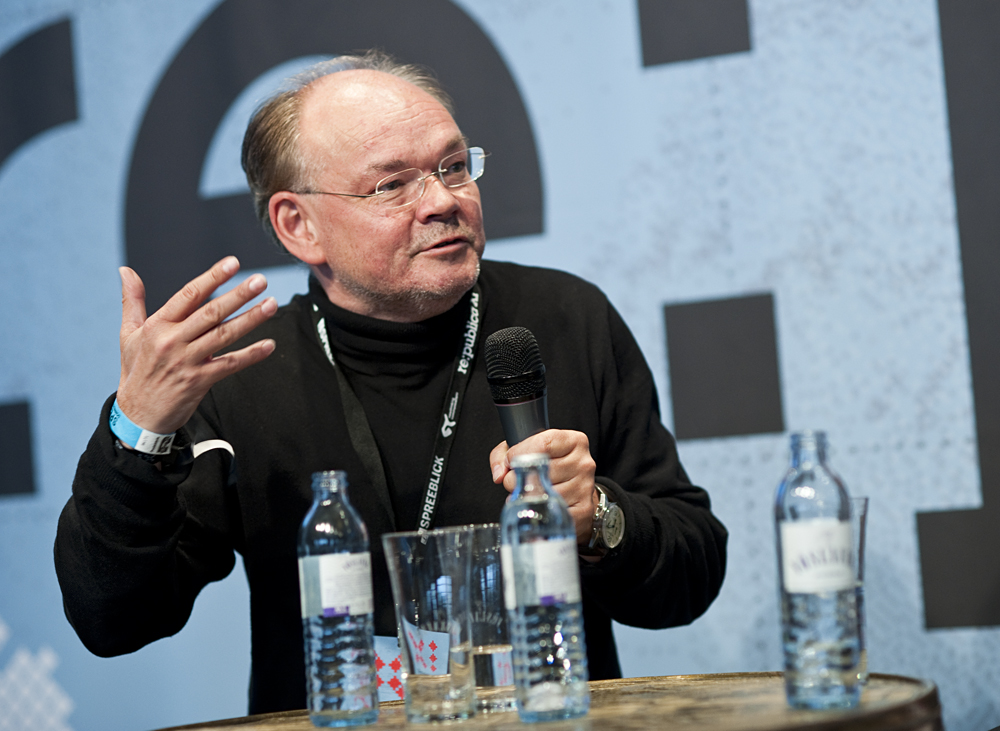
Lutz Hachmeister

La segunda rama de los estudios mediáticos en Alemania se puede comparar con las Ciencias de la comunicación, cuya pionera fue Elisabeth Noelle-Neumann en la década de 1940. Esta rama estudia los medios de comunicación, sus instituciones y sus efectos en la sociedad y en los individuos. El Institute for Media and Communication Policy alemán, fundado en 2005 por la experta en comunicaciones Lutz Hachmeister, es una de las pocas instituciones de investigación independientes que se dedica a cuestiones relacionadas con los medios de comunicación y la política de comunicación. 
El término Wissenschaft no se puede traducir literalmente como ‘estudios’, pues de esta forma nos vienen a la mente tanto los métodos científicos como las humanidades. En consecuencia, la teoría mediática alemana combina filosofía, psicoanálisis, historia y estudios científicos con la investigación media-specific.
Actualmente, las Medienwissenschaften son uno de los cursos de estudio más populares en las universidades de Alemania, con muchos aspirantes que creen erróneamente que estudiar esto les llevará automáticamente a hacer carrera en la televisión o en otros medios de comunicación. Esto ha conllevado a expandir la desilusión, con estudiantes que culpan a las universidades de ofrecer un contenido del curso sumamente teórico.
Las universidades mantienen que el objetivo de los estudios académicos que ellas ofrecen no es el entrenamiento periodístico práctico.

### Australia
Los medios de comunicación se estudian como un campo amplio en la mayoría de los estados de Australia, con el estado de Victoria como líder mundial en el desarrollo del currículo. Las ciencias de la información en Australia se desarrollaron primero como un área de estudio en las universidades de Victoria a principios de los sesenta, y en las escuelas de secundaria a mediados de los sesenta.
Actualmente, casi todas las universidades australianas enseñan ciencias de la información. Según el informe Excelencia en Investigación para Australia (Excellence in Research for Australia) del Gobierno de Australia, las universidades líderes del país en ciencias de la información (que fueron clasificadas por encima de los estándares mundiales por la metodología de puntuación del informe) son la Universidad de Monash, Universidad de la Tecnología de Queensland (QUT), RMIT, la Universidad de Melbourne, la Universidad de Queensland y la UTS. 
En las escuelas de secundaria, primero se empezó a impartir un curso inicial de «estudios cinematográficos» como parte del currículo de secundaria elemental durante mediados de los sesenta. A principios de los setenta, se impartía un curso ampliado de «ciencias de la información». El curso pasó a formar parte del currículo de secundaria superior (que más tarde se convertiría en el Victorian Certificate of Education o VCE) en los ochenta. Desde entonces se convirtió en, y lo sigue siendo, un importante componente del VCE. Las figuras destacadas en el desarrollo del currículo de la escuela secundaria de Victoria fueron Peter Greenaway (no el director británico de cine), profesor de comunicación en el Rusden College durante largo tiempo, Trevor Barr (quien fue autor de uno de los primeros libros de texto sobre comunicación, Reflections of Reality) y más tarde John Murray (quien escribió The Box in the Corner, In Focus y 10 Lessons in Film Appreciation).
Actualmente, los estados australianos y los territorios que enseñan ciencias de la información en el nivel de secundaria son el Territorio de la Capital Australiana, el Territorio del Norte, Queensland, Australia Meridional, Victoria y Australia Occidental. Las ciencias de la información no se imparten en Nueva Gales del Sur en el nivel de secundaria.
En Victoria, el curso de ciencias de la información está estructurado de la siguiente manera: Tema 1 - Representación, Tecnologías de la representación y Nuevos medios de comunicación; Tema 2 - Producción de contenidos audiovisuales, Grupos multimedia de Australia; Tema 3 - Textos narrativos, Planificación de la producción; y Tema 4 - Proceso de producción audiovisual. Las ciencias de la información constituyen una parte importante del programa educativo para estudiantes tanto de educación primaria como de educación secundaria elemental, e incluyen, entre otras áreas, fotografía, impresión y televisión.
Asimismo, en Victoria se encuentra la sede del ATOM Archivado el 4 de febrero de 2021 en Wayback Machine.. Esta organización, formada por el equipo docente de más prestigio dentro del ámbito de los medios de comunicación, publica las revistas Metro Archivado el 19 de abril de 2014 en Wayback Machine. y Screen Education Archivado el 19 de abril de 2014 en Wayback Machine..

### China
China dispone de dos universidades especializadas en las ciencias de la información. Una de ellas es la Communication University of China (conocida anteriormente como el Beijing Broadcasting Institute), que se fundó en 1954. La CUC cuenta con 15.307 estudiantes a tiempo completo, de los cuales 9.264 son no licenciados y 3.512 son candidatos a doctorados o másteres; así como también con 16.780 estudiantes matriculados en programas de educación continua. La otra universidad conocida por estar especializada en las ciencias de la información es la Zhejiang University of Media and Communications (ZUMC), que dispone de campus en Hangzhóu y Tongxiang. Actualmente, casi 10.000 estudiantes a tiempo completo están matriculados en más de 50 programas de las 13 facultades y escuelas de la ZUMC. En estas instituciones se han formado algunas de las estrellas más brillantes televisión y destacados periodistas de diferentes revistas y periódicos.

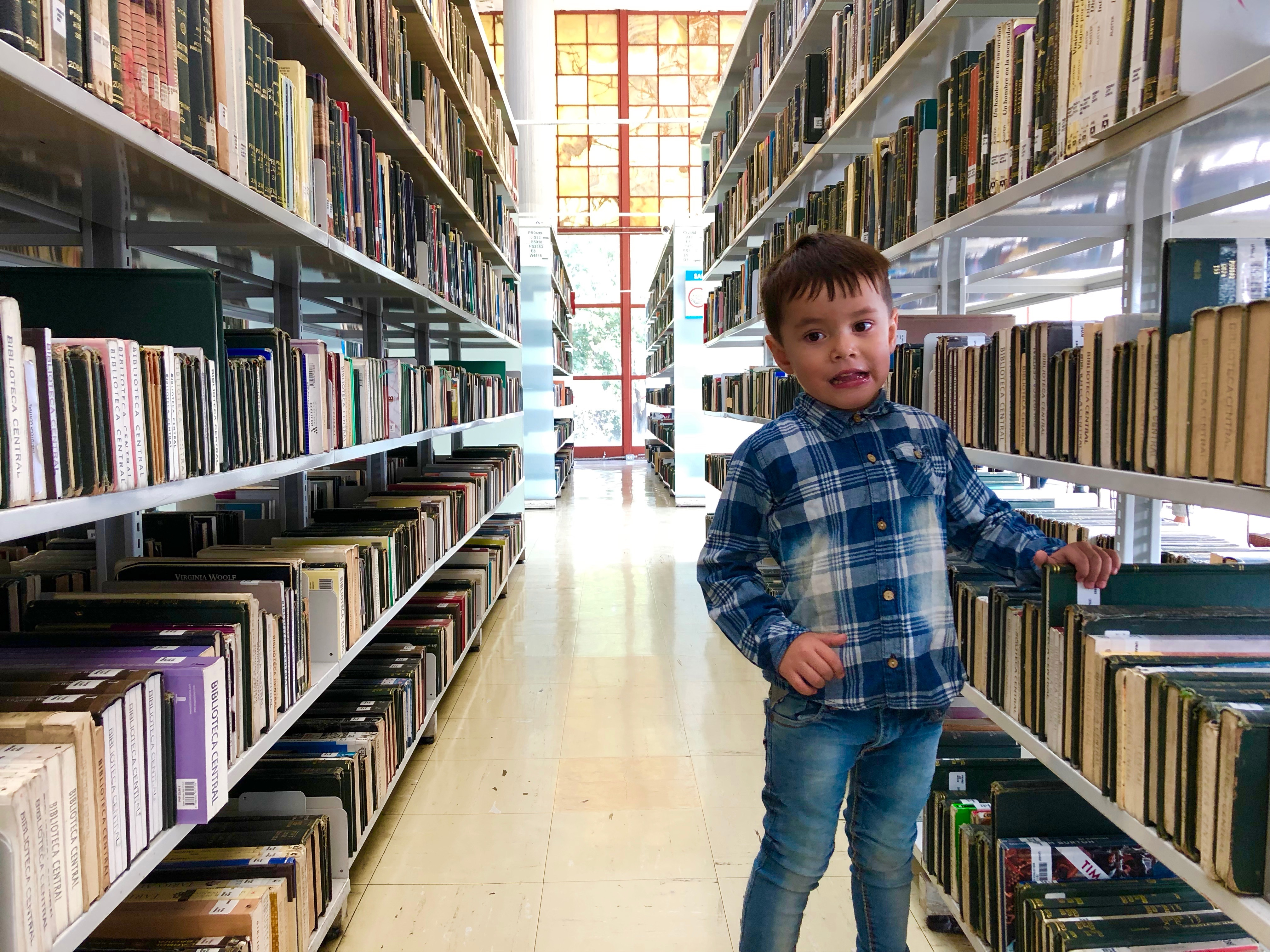
Niño en Biblioteca de la Universidad Nacional Autónoma de México

### Francia
El profesor Jacques Guyot afirma que: 
Las ciencias de la información y de la comunicación son una interdisciplina muy joven en el campo académico francés.
Éstas abarcan temas de investigación estudiados por otras disciplinas establecidas desde mucho tiempo como sociología, derecho, historia, psicología, economía, ciencias políticas. Desde el reconocimiento de la interdisciplina por la CNU (Consejo Nacional de Universidades) en 1975, las Ciencias de la Información y de la Comunicación (CIC) ganaron cierta credibilidad tanto en el campo científico como en la sociedad. Constituyéndose en el sector más dinámico con una producción científica muy rica y con docencia de calidad. En 1975 , por medio de los esfuerzos de la Sociedad Francesa de Ciencias de la Información y de la Comunicación (SFSIC), las ciencias de la información y comunicación ganaron su legitimidad como disciplina universitaria, la legitimidad de las ciencias de la información y de la comunicación se fundamenta también en distintas temáticas y problemáticas de investigación:
- La prensa escrita.
- Las investigaciones semiológicas sobre medios.
- El cine y los medios audiovisuales.
- Las industrias culturales.
- La audiencia de los medios y la recepción de los medios.
- La educación y los medios audiovisuales.
- Los usos de los medios y de las tecnologías de información y de comunicación.
- La globalización y la diversidad cultural.
- La comunicación política.
- La comunicación de las organizaciones.[6]

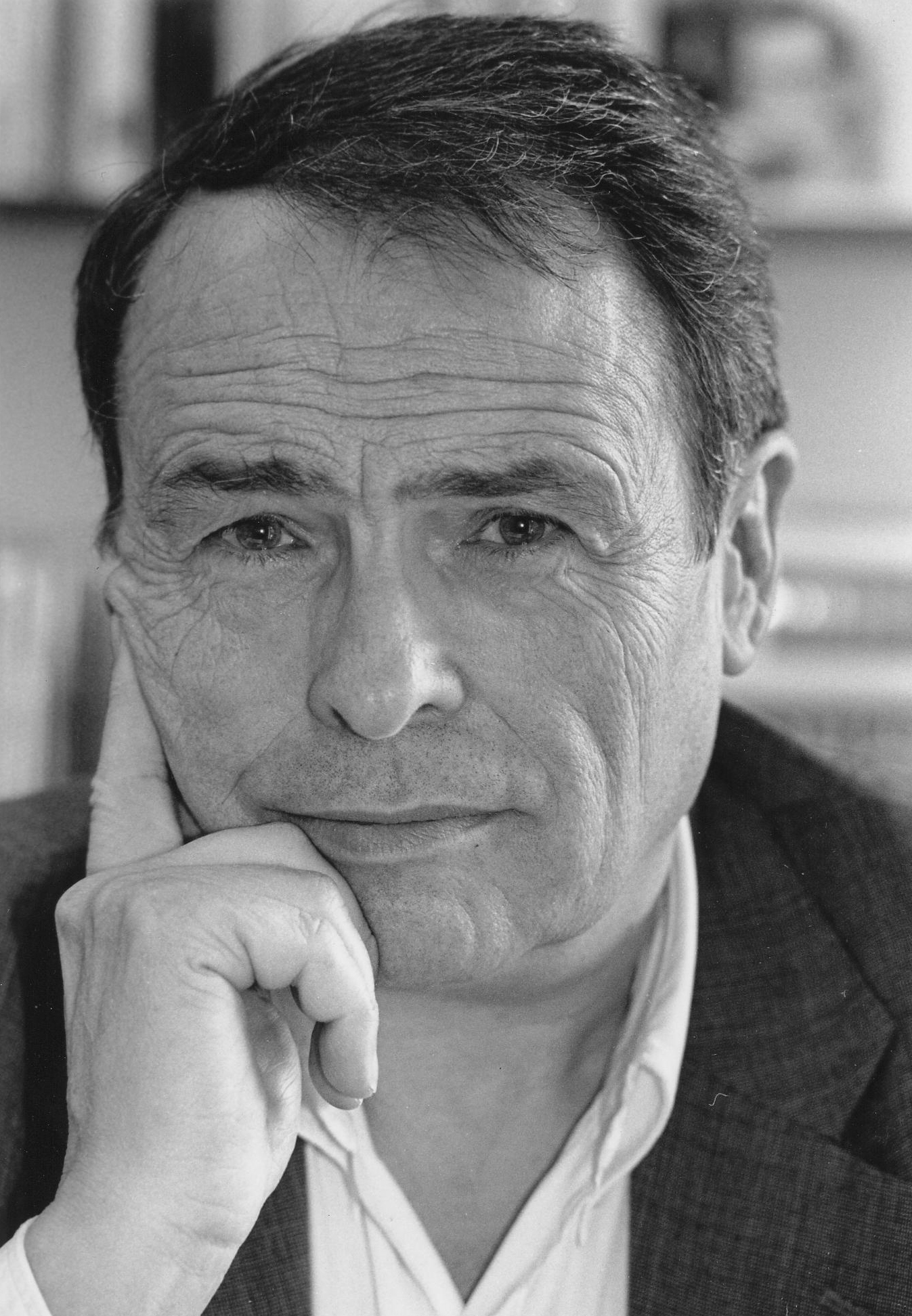
Pierre Bourdieu.

El prominente crítico francés Pierre Bourdieu, autor de On Television (New Press, 1999) entre otras obras, sostiene que la televisión da mucha menos autonomía o libertad de la que imaginamos. Desde su punto de vista, el mercado (que lleva consigo la búsqueda continua de mayores ingresos de publicidad) no solamente impone uniformidad y banalidad, sino también una forma de censura invisible. Cuando, por ejemplo, los productores de televisión «preentrevistan» a quienes van a intervenir en los noticiarios o en los programas sobre actualidad política para asegurarse de que utilizarán términos simples y llamativos, y cuando la búsqueda de espectadores lleva a una acentuación del sensacionalismo y de lo espectacular, no se le da la oportunidad de hablar a la gente con opiniones complejas o pormenorizadas.

### India
En la India la industria mediática crece una tasa del 20 % al año. Unidos, el entretenimiento y los medios de comunicación constituyen la sexta empresa más grande del país, y dan trabajo a 3,5 millones de personas. En los próximos 4 o 5 años se espera que la industria sume 80 000 crores (800 mil millones de rupias) anualmente.
Con la intención de hacer el mejor uso de las facilidades de comunicación para la información, la publicidad y el desarrollo, el gobierno de la India de 1962-63 pidió consejo al equipo de especialistas sobre el conocimiento internacional de los medios de comunicación de la Fundación Ford/UNESCO, el cual les recomendó  que fundaran un instituto nacional de entrenamiento, enseñanza e investigación de los medios de comunicación.
La Universidad Anna es la primera que tomó la idea de La Comisión de Becas Universitarias de la India (UGC por sus siglas en inglés) para iniciar programas de Master en Medios Electrónicos. Este ofrece un programa integrado de 5 años y un programa de 2 años en medios electrónicos. El Department of Media Sciences se fundó en enero de 2002, ramificándose del Centro Educativo de Investigación Multimedia de la UGC (EMMRC por sus siglas en inglés).

### Países Bajos
En los Países Bajos, los estudios cinematográficos se dividen en varios cursos académicos como (aplicadas), ciencia de la comunicación y la información, comunicación y cine, cine y cultura o teatro, y ciencias de cine y de televisión. Mientras que los medios de comunicación se centran en la forma en la que la gente se comunica, que es … o sin mediación, los estudios cinematográficos suelen reducir la comunicación hasta las ciencias de la comunicación. Sin embargo,  sería un error considerar a los medios de comunicación una especialidad de las ciencias de comunicación, ya que los medios de comunicación constituyen solo una pequeña parte del curso en general.  De hecho, ambos estudios tienden a tomar elementos prestados el uno del otro. 
Ciencias de la Comunicación (o un derivado) se pueden estudiar en la  Universidad Erasmo de Róterdam, Universidad de Radboud, Universidad de Tilburg, Universidad de Ámsterdam, Universidad de Groningen, Universidad de Twente, Academia Roosevelt, Universidad de Utrecht, Universidad VU de Ámsterdam y Universidad de Wageningen y Centro de Investigación.
Los estudios cinematográficos (o algo similar) se pueden estudiar en la Universidad de Ámsterdam, en la Universidad VU en Ámsterdam, en la Universidad Erasmus de Róterdam y en la Universidad de Utrecht.

### Nueva Zelanda
Los estudios cinematográficos en Nueva Zelanda son muy prósperos, esto se debe especialmente a la industria cinematográfica neozelandesa y que se enseña tanto en institutos de educación secundaria como terciaria. Uno de los aspectos más importantes de esta industria, es que Weta Digital puede ser abonado con la popularidad de los estudios cinematográficos en Nueva Zelanda. Los estudios cinematográficos en Nueva Zelanda pueden ser considerados como un éxito único, con el tema bien consolidado en el sector servicios (como Screen and Media Studies en la Universidad de Waikato; los estudios cinematográficos de la Universidad Victoria de Wellington; cine, televisión y estudios de la Universidad de Auckland; estudios cinematográficos, Universidad de Massey; estudios de comunicación, Universidad de Otago).

### Suiza
La Schweizerische Eidgenossenschaft Confederazione Svizzera, afirma que la organización de la ciencia y la investigación, los trabajos científicos y relevantes llevados a cabo esencialmente en las universidades y en escuelas politécnicas federales. En cambio la economía privada es la encargada de la investigación y su desarrollo aplicados y su transformación en productos innovadores que se introducen en el mercado. Suiza es muy competitiva en el sector de la investigación y la innovación. La Confederación es competente para financiar el fenómeno de investigación y la innovación en los siguientes sectores: 
- Ambas escuelas Politécnicas Federales en Zúrich y Lausana se han ganado renombre mundial gracias a sus resultados en ciencias naturales. Hay cuatro centros de investigación, entre los cuales se encuentra el Instituto Paul Scherrer, líder de investigación en Europa. Científicos de todo el mundo recurren a ella para tener acceso a instalaciones como el Swiss Light Source o el Spallation Neutron Source.
- El Fondo Nacional Suizo promueve la investigación fundamental en todas las áreas científicas, desde las históricas y la medicina, hasta la ingeniería. Sufraga cada año más de 3200 proyectos, en los que participan cerca de 14 800 investigadores.
- La Agencia Suiza para la Promoción de la Innovación Innosuisse, fomenta las innovaciones basadas en la ciencia, en el interés de la economía y la sociedad contribuyendo así a fortalecer la competitividad de pymes y empresas emergentes en Suiza.
- La Confederación también dedica fondos a la Asociación de Academias Suizas y a unos 30 centros de investigación fuera del ámbito universitario.[8]

En Suiza, se ofrecen estudios de cine y de comunicación por varias instituciones de educación superior que incluye International University in Geneva.

### Reino Unido
En Reino Unido, los estudios cinematográficos se desarrollaron en los 60 desde la academia de Inglés, y desde crítica literaria en general. La fecha clave según Andrew Crisell es 1959:
Que fue cuando Joseph Trenaman dejó la unidad de educación superior de la BBC para llegar a ser el primer propietario de la Beca de Investigación en Televisión de Granada Leeds University. Poco después, en 1966, se fundó el Centro de Investigación de Medios de Comunicación en la Leicester University, y empezaron a salir estudios de grado de estudios cinematográficos en escuelas politécnicas escuelas politécnicas y otras universidades durante los años 70 y 80.
Los estudios cinematográficos se enseñan ahora por todo Reino Unido. Se enseñan en las etapas clave 1-3, nivel de entrada, GCSE (Certificado General de Educación Secundaria) en el nivel A. La autoridad de calificaciones escocesas ofrece calificaciones oficiales en un número de diferentes niveles. Esto se ofrece a través de una amplia zona de juntas examinadoras inclusive AQA y WJEC.

### Estados Unidos
Comunicación de masas, Ciencias de la comunicación o simplemente «comunicación» pueden ser nombres más populares que «estudios de los medios de comunicación» para los departamentos académicos en Estados Unidos. Sin embargo, el objetivo de tales programas a veces excluye ciertos medios –películas, editoriales, videojuegos, etc. El título «estudios de los medios de comunicación» puede utilizarse solo para designar los estudios cinematográficos y la teoría retórica o crítica, o puede aparecer en combinaciones como «estudios mediáticos y de la comunicación» para unir dos campos o para hacer hincapié en un enfoque diferente.
Ejemplos la Nueva Escuela de Nueva York (el primer Media Studies Program programa de estudios de medios de comunicación del país, creado en 1975), The Paley Center for Media en la ciudad de Nueva York, Estudio Comparativo de Medios de Comunicación/Escritura del MIT (Instituto Tecnológico de Massachusetss), Cine y Estudios Mediáticos de la Universidad de Chicago, Estudios culturales y de la comunicación de la Universidad de California, Riverside, Estudios de Retórica y Ciencias de la Comunicación de la Universidad de Willamette, Estudios de los medios de comunicación de la Universidad Estatal de Kennesaw, Tecnología Instruccional y Programa de Medios de Comunicación de la universidad de Columbia y el Departamento de Cultura Moderna y Medios de Comunicación de la Universidad de Brown.
En 1999, el Estudio Comparativo de Medios de Comunicación del MIT se inició bajo el liderazgo de Henry Jenkins, desde el crecimiento de un programa de posgrado, el estudio de humanidades más importante de MIT, y, después de una fusión en 2012 con el Programa de Escritura y Estudios Humanísticos, una lista de veinte docentes, que incluye al autor ganador del Premio Pulitzer, Junot Díaz, el escritor de ciencia ficción Joe Haldeman, la instructora de videojuegos T.L. Taylor, instructor de medios de comunicación William Uricchio (cofundador de CMS), Edward Schiappa y Heather Hendershot. Ahora se conoce con el nombre de Estudios Comparativo de Medios de Comunicación y Escritura, el departamento pone énfasis en lo que Jenkins y sus compañeros han denominado «humanidades aplicadas»: alberga varios grupos de investigación de medios cívicos,  humanidades digitales, juegos, medios computacionales, documentales, diseño de tecnología móvil, y estos grupos se utilizan para brindar a los estudiantes graduados becas de investigación para cubrir el coste de la matrícula y los gastos de viaje y estancia. La incorporación de Escritura y Estudios Humanísticos ha incluido el programa en Escritura Científica Archivado el 27 de febrero de 2014 en Wayback Machine., La Escritura a través del Currículum (WAC) y los Centros de Escritura y Comunicación en el mismo saco.
Con anterioridad, se estableció una carrera interdisciplinaria en 2001 mediante el Departamento de Ciencias de la Comunicación Archivado el 13 de mayo de 2014 en Wayback Machine. de la Universidad de Virginia que se ha desarrollado ampliamente obteniendo un gran reconocimiento. Esto se debe en parte gracias a la inserción en el programa del profesor Siva Vaidhyanathan, un reputado historiador cultural y experto en los medios de comunicación, así como en el discurso inaugural Verklin Media Policy and Ethics Conference Archivado el 13 de mayo de 2014 en Wayback Machine., dotada por el director ejecutivo (CEO) de Canoe Adventures y alumnos de la UVA David Verklin [2]. En 2010 un grupo de estudiantes de pregrado en el Departamento de Medios de Comunicación han creado/han fundado la revista académica Movable Type, la primera revista académica de estas características. La sección se está ampliando y duplicó su tamaño en el año 2011. 
El Brooklyn College, parte de la Universidad de Nueva York, ofrece estudios de postgrado en televisión y en medios de comunicación desde 1961. En la actualidad, el Departamento de Televisión y Radio ofrece un máster en Medios de Comunicación y contiene que alberga también el Centro para el Estudio del Mundo de la Televisión. [3]
La Universidad del Sur de California tiene tres centros distintos para el estudio de la Comunicación Audiovisual: el Centro de Antropología audiovisual (fundado en 1984), el Instituto para la Alfabetización Mediática en la escuela de Artes Cinematográficas (fundada en 1998) y la Escuela Annenberg para la Comunicación y el Periodismo (fundada en 1971).
University of California, Irvine, cuenta con Mark Poster, uno de los primeros y principales teóricos de la cultura audiovisual en los Estados Unidos; y puede alardear de un fuerte departamento de Cine y estudio de los Medios de Comunicación. University of California, Berkeley, tiene tres estructuras institucionales en las que puede tener lugar el estudio de Comunicación Audiovisual: el departamento de Cine y Medios de Comunicación (anteriormente Programa de Estudios de Cine), que cuenta con famosas teoristas como Mary Ann Doane y Linda Williams; el centro de Nuevos Medios de Comunicación, y un arraigado programa interdisciplinario anteriormente conocido como Comunicación de Masas, y recientemente cambió su nombre a Comunicación Audiovisual, con lo que así se eliminó toda connotación que requiera el término «masas» en su denominación. Hasta hace poco, la Radford University, en Virginia, utilizaba el nombre de «comunicación audiovisual» para un departamento que estaba orientado a enseñar periodismo, publicidad, producciones de radiodifusión y diseño de webs. En 2008, se combinaron esos programas con un departamento previo de comunicación (discursos y relaciones públicas) para crear la School of Communication (estudiar una especialidad en medios de comunicación, en Radford, significa centrarse en periodismo, radiodifusión, publicidad y creación de páginas web.)
La Universidad de Denver cuenta con un reconocido programa en los estudios de medios digitales. Este consiste en un programa interdisciplinario que combina la Comunicación, la Informática y las Artes.
En 2002, Bernard Luskin, Fielding Graduate University, estableció un EdD program (programa de Doctor en Educación) en estudios de Medios de Comunicación y un programa de Doctorado en la Psicología de los Medios, centrándose en la comunicación audiovisual. En 2009, Luskin, de Touro University Worldwide, inició los cursos sobre los medio de comunicación.